# Caselle Torinese
Caselle Torinese (en français Caselle) est une commune italienne de la ville métropolitaine de Turin, dans la région Piémont.

## Administration
| Période                                  | Période  | Identité                   | Étiquette | Qualité       |
| ---------------------------------------- | -------- | -------------------------- | --------- | ------------- |
| 29 mai 2007                              | En cours | Giuseppe Marsaglia Cagnola |           | centre-gauche |
| Les données manquantes sont à compléter. |          |                            |           |               |

### Hameaux
Borgata Francia, Mappano

### Communes limitrophes
San Maurizio Canavese, Leinì, Robassomero, Venaria Reale, Settimo Torinese, Borgaro Torinese